# Aldo Chiarini
Aldo Chiarini (Argelato, 1915 – Jagodnij, 24 agosto 1942) è stato un militare italiano, insignito della medaglia d'oro al valor militare alla memoria nel corso della seconda guerra mondiale.

## Biografia
Nacque a Argelato, provincia di Bologna, nel 1915, figlio di Alfonso e Annunziata Fanti. Di professione agricoltore, assolse gli obblighi del servizio militare di leva nel Regio Esercito dall'ottobre 1936 al febbraio 1937 presso il 2º Reggimento bersaglieri, raggiungendo il grado di caporal maggiore. Richiamato in servizio attivo nell’agosto 1939, in forza al 6º Reggimento bersaglieri, partecipava, dopo l'entrata in guerra del Regno d'Italia, alle operazioni svoltesi nei Balcani dal 6 aprile al 14 novembre 1941. Rientrato in Patria, poco dopo, il 31 gennaio 1941, partì per l'Unione Sovietica con il suo reggimento inquadrato nella 3ª Divisione celere "Principe Amedeo Duca d'Aosta". Cadde in combattimento a Jagodnij, nel corso della prima battaglia difensiva del Don, il 24 agosto 1942, e fu insignito della medaglia d'oro al valor militare alla memoria.

### Fonti
1. 1 2 3 4  Combattenti Liberazione.
2. 1 2 3  Gruppo Medaglie d'Oro al Valor Militare 1965, p. 74.
3. ↑   Medaglia d'oro al valor militare Chiarini, Aldo, su quirinale.it, Quirinale. URL consultato il 3 febbraio 2022.
4. ↑  Gazzetta Ufficiale della Repubblica Italiana n. 11 del 15 gennaio 1938.
5. ↑  Registrato alla Corte dei conti il 14 novembre 1947, Registro Esercito n. 23, foglio 207.